# Tynaarlo (dorp)
Tynaarlo (uitspraakⓘ; Drents: Tynaorl) is een dorp in de kop van de Nederlandse provincie Drenthe. Het dorp telde in 1 januari 2023 1.895 inwoners.
Het dorp maakt deel uit van de gemeente Tynaarlo, die naar dit kleine dorp is genoemd.  Bij de samenvoeging van de voormalige gemeenten Eelde, Vries en Zuidlaren per 1 januari 1998 werd aanvankelijk gekozen voor de nieuwe naam Zuidlaren. Dit riep protesten op in de beide andere plaatsen. Daarom werd gekozen voor de naam van het kleine dorp dat ongeveer midden tussen de drie grotere in ligt.
Tynaarlo is een oud brinkdorp, gelegen aan de N386 van Vries naar Zuidlaren en vlak aan de A28, midden tussen de steden Assen en Groningen. 
Tynaarlo wordt voor het eerst genoemd in 820. Het agrarische karakter is grotendeels behouden gebleven in het oude centrum met een grote en boomrijke brink. Veel actieve boeren telt het dorp echter niet meer. Het is nu een forensendorp met nieuwbouwwijken aan de rand.
Aan de oostkant van het dorp, richting Zeegse, bevindt zich een klein hunebed (D6) met drie dekstenen.
Tynaarlo ligt aan de spoorlijn Meppel - Groningen. Bij het dorp lag het station Vries-Zuidlaren dat van 1870 tot 1938 geopend was.
In 1995 werd het 1175-jarig bestaan gevierd; er werd een gedenkkei geplaatst nabij de Brink.
De plaatselijke voetbalclub is SV Tynaarlo.